# 未來出版社
未來出版社是一个1985年建立的英国媒体公司，在2006年，它是英国第六大媒体公司。其出版了超过150种杂志，其范围涵盖了电子游戏、科技、汽车、脚踏车、电影和摄影。公司在美国也设有分部Future US。